# Dihammaphora binodula
Dihammaphora binodula là một loài bọ cánh cứng trong họ Cerambycidae.